# Goriče, Galicija
Goriče (nemško Goritschach) je naselje v Občini Galicija v Okraju Velikovec na Koroškem v Avstriji.